# Rohrbach-lès-Bitche
Rohrbach-lès-Bitche è un comune francese di 2 218 abitanti situato nel dipartimento della Mosella nella regione del Grand Est.

## Società

### Evoluzione demografica
Abitanti censiti